# Jubal Jr
Pour les articles homonymes, voir Jubal.
Jubal Rocha Mendes Júnior, dit Jubal Jr, né le 29 août 1993 à Inhumas (Brésil), est un footballeur brésilien qui joue au poste de défenseur central au FK Krasnodar.

## Biographie

### Carrière en club
Né à Inhumas, dans la province du Goiás, Jubal Jr commence sa carrière à Vila Nova. Il fait ses débuts professionnels le 13 février 2011 contre l'AA Aparecidense dans le Championnat du Goiás alors qu'il n'a que 17 ans.
En juin, il est transféré au Santos FC afin de poursuivre sa formation. Il débute avec Santos le 30 janvier 2013 lors d'une victoire 1-0 contre Ituano dans le Championnat de São Paulo.
Profitant de la blessure d'Edu Dracena, Jubal Jr commence la saison 2014 comme titulaire. Le 18 janvier 2014, son club s'impose 1-0 contre le XV de Novembro. Trois jours plus tard, il inscrit son premier but en professionnel lors d'un match nul 1-1 contre le Grêmio Osasco Audax.
Jubal Jr fait ses débuts en Brasileirão le 20 avril 2014 en remplacement de Neto lors d'un match nul 1-1 contre le Sport Club do Recife.
Le 11 juin 2015, il est prêté au Avaí FC jusqu'à la fin de l'année.
Le 29 janvier 2016, Jubal Jr quitte le Brésil pour le Portugal. Il signe au FC Arouca, club de Liga NOS. Santos FC conserve malgré tout 50 % des droits du joueur. Lors de la saison 2016-2017, il effectue une saison comme titulaire régulier et participe à la Ligue Europa où Arouca se fait éliminer en barrages contre l'Olympiakos.
Le 18 août 2017, il rejoint le Vitória Guimarães pour un prêt d'une saison, le club 4e du  championnat précédent, est qualifié pour la phase de groupe de Ligue Europa. Jubal Jr participe à toutes les rencontres. Le club termine à la dernière position du groupe malgré une victoire contre l'Olympique de Marseille.
Lors de la saison 2018-2019, il effectue un nouveau prêt, cette fois-ci à Boavista.
Le 2 septembre 2019, il rejoint le Vitória de Setúbal.
Le 3 septembre 2020, il découvre un nouveau pays en signant en France à l'AJ Auxerre, club de Ligue 2, pour une durée de trois ans dont une en option. Il prolonge son contrat jusqu'en 2025 en juillet 2022, après la montée du club en Ligue 1.
Le 22 février 2025, il marque son premier doublé avec l'AJ Auxerre et contribue à la large victoire contre l'Olympique de Marseille 3-0.

### Carrière en sélection
En 2013, Jubal Jr est sélectionné en Équipe du Brésil des moins de 20 ans. Il participe au Tournoi de Toulon et au Valais Youth Cup remportés par le Brésil.

## Statistiques
| Saison                | Club                        | Championnat           | Championnat | Championnat | Coupe nationale | Coupe nationale | Coupe de la Ligue | Coupe de la Ligue | Compétition(s) continentale(s) | Compétition(s) continentale(s) | Compétition(s) continentale(s) | Championnat régional | Championnat régional | Total | Total |
| Saison                | Club                        | Division              | M.          | B.          | M.              | B.              | M.                | B.                | Comp.                          | M.                             | B.                             | M.                   | B.                   | M.    | B.    |
| 2011                  | Vila Nova                   | Série B               | -           | -           | -               | -               | -                 | -                 | -                              | -                              | -                              | 1                    | 0                    | 1     | 0     |
| 2013                  | Santos FC                   | Brasileirão           | -           | -           | -               | -               | -                 | -                 | -                              | -                              | -                              | 1                    | 0                    | 1     | 0     |
| 2014                  | Santos FC                   | Brasileirão           | 8           | 0           | 4               | 0               | -                 | -                 | -                              | -                              | -                              | 8                    | 1                    | 20    | 1     |
| 2015                  | Santos FC                   | Brasileirão           | -           | -           | -               | -               | -                 | -                 | -                              | -                              | -                              | 1                    | 0                    | 1     | 0     |
| Sous-total            | Sous-total                  | Sous-total            | 8           | 0           | 4               | 0               | -                 | -                 | -                              | -                              | -                              | 10                   | 1                    | 22    | 1     |
| 2015                  | Avaí FC                     | Brasileirão           | 6           | 0           | -               | -               | -                 | -                 | -                              | -                              | -                              | -                    | -                    | 6     | 0     |
| 2015-2016             | FC Arouca                   | Liga NOS              | 11          | 2           | -               | -               | -                 | -                 | -                              | -                              | -                              | -                    | -                    | 11    | 2     |
| 2016-2017             | FC Arouca                   | Liga NOS              | 32          | 0           | 2               | 0               | 2                 | 0                 | C3                             | 4                              | 0                              | -                    | -                    | 40    | 0     |
| 2017-2018             | FC Arouca                   | LigaPro               | 1           | 0           | -               | -               | 2                 | 0                 | -                              | -                              | -                              | -                    | -                    | 3     | 0     |
| Sous-total            | Sous-total                  | Sous-total            | 44          | 2           | 2               | 0               | 4                 | 0                 | -                              | 4                              | 0                              | -                    | -                    | 54    | 2     |
| 2017-2018             | Vitória Guimarães SC (prêt) | Liga NOS              | 24          | 1           | 1               | 0               | 1                 | 0                 | C3                             | 6                              | 0                              | -                    | -                    | 32    | 1     |
| 2018-2019             | Boavista FC (prêt)          | Liga NOS              | 13          | 0           | -               | -               | -                 | -                 | -                              | -                              | -                              | -                    | -                    | 13    | 0     |
| 2019-2020             | Vitória de Setúbal          | Liga NOS              | 24          | 2           | 1               | 0               | 2                 | 0                 | -                              | -                              | -                              | -                    | -                    | 27    | 2     |
| 2020-2021             | AJ Auxerre                  | Ligue 2               | 34          | 2           | -               | -               | -                 | -                 | -                              | -                              | -                              | -                    | -                    | 34    | 2     |
| 2021-2022             | AJ Auxerre                  | Ligue 2               | 36+3        | 2           | 2               | 0               | -                 | -                 | -                              | -                              | -                              | -                    | -                    | 41    | 2     |
| 2022-2023             | AJ Auxerre                  | Ligue 1               | 37          | 3           | 3               | 1               | -                 | -                 | -                              | -                              | -                              | -                    | -                    | 40    | 4     |
| 2023-2024             | AJ Auxerre                  | Ligue 2               | 33          | 6           | 2               | 0               | -                 | -                 | -                              | -                              | -                              | -                    | -                    | 35    | 6     |
| 2024-2025             | AJ Auxerre                  | Ligue 1               | 30          | 6           | -               | -               | -                 | -                 | -                              | -                              | -                              | -                    | -                    | 30    | 6     |
| Sous-total            | Sous-total                  | Sous-total            | 173         | 19          | 7               | 1               | -                 | -                 | -                              | -                              | -                              | -                    | -                    | 180   | 20    |
| Total sur la carrière | Total sur la carrière       | Total sur la carrière | 292         | 24          | 15              | 1               | 7                 | 0                 | -                              | 10                             | 0                              | 11                   | 1                    | 335   | 26    |

## Palmarès
| Santos FC - Championnat de São Paulo (1) : - Champion : 2015. - Coupe de São Paulo junior (1) : - Vainqueur : 2013. AJ Auxerre - Championnat de France de Ligue 2 (1) - Champion : 2024 |  | Brésil -20 ans - Tournoi de Toulon (1) : - Vainqueur : 2013. - Valais Youth Cup : - Vainqueur : 2013. |

## Distinctions individuelles
- Nommé dans l'équipe type de Ligue 2 aux Trophées UNFP du football 2024[15]